# Gryf z krainy ciemności
Gryf z krainy ciemności (ang. Attack of the Gryphon albo Gryphon) – telewizyjny film fantasy z 2007 roku.

## Treść
Dawno temu istniało potężne królestwo, które rozpadło się na dwie części: Delphi i Lockland. Od tego czasu te dwa królestwa są w stanie ciągłej wojny. Trzysta lat po rozpadzie, armia
Delphi, na czele której stoi książę Seth, rozbija armię Lockland, a jedyny syn króla Philipa z Lockland ginie na polu bitwy. Dowodzenie armią przejmuje jego siostra, księżniczka Amelia. Wojska wroga podchodzą pod stolicę. 
Czarnoksiężnik Armand proponuje królowi Philipowi by zezwolił mu ożywić totem królestwa Lockland, wielkiego gryfa. Gryf ma pomóc zniszczyć siły wroga. Okazuje się jednak, że czarownik chce wykorzystać potwora, by samemu przejąć władzę nad obydwoma królestwami.

## Obsada
- Jonathan LaPaglia -  Seth z Delphi
- Larry Drake - Sorcerer Armand
- Amber Benson -  Amelia z Lockland
- Andrew Pleavin - David
- Douglas Roberts -  Gorwin
- Ashley Artus - Gerard
- Sarah Douglas - Cassandra z Delphi
- Amy Gillespie - Daphne
- Simone Levin  - Kyra
- Adrian Pintea  - Phillip z Lockland
- Stephan Velniciuc  - Orina
- Ciprian Dumitrascu - Lock
- Vlad Jacob - Delphus
- Radu Andrei Micu - Patrick z Delphi